# Chrysichthys aluuensis
Chrysichthys aluuensis es una especie de pez de la familia Claroteidae en el orden de los Siluriformes.

## Morfología
• Los machos pueden llegar alcanzar los 9,1 cm de longitud total.

## Distribución geográfica
Se encuentran en África: Nigeria y Camerún.